# Печки (Тверская область)
Печки — деревня в Торжокском районе Тверской области. Входит в Масловское сельское поселение.

## География
Расположена к северо-западу от Твери, к югу от деревни Тупиково, к востоку от деревни Исаково и к западу от деревни Макарьино. Находится в 15 км от Торжка, к юго-востоку от от реки Велья, недалеко от Селиковского водохранилища. 

## Население
| 1996 | 2002 | 2008 | 2010 |
| ---- | ---- | ---- | ---- |
| 25   | ↘19  | ↗28  | ↘23  |

Национальный состав
Согласно результатам переписи 2002 года, в национальной структуре населения русские составляли 100 % от жителей.

## Инфраструктура
Обслуживается отделением почтовой связи 172079. 

## Транспорт
Проходит автодорога 28К-1785.